# Rogatus Kimaryo

Wappen von Rogatus Kimaryo

Rogatus Kimaryo CSSp (* 30. Oktober 1956 in Mkuu) ist ein tansanischer Priester und Bischof von Same.

## Leben
Rogatus Kimaryo trat der Ordensgemeinschaft der Spiritaner bei und empfing am 30. Mai 1987 die Priesterweihe. Papst Benedikt XVI. ernannte ihn am 30. April 2010 zum Bischof von Same. 
Der Erzbischof von Daressalam, Polycarp Kardinal Pengo, weihte ihn am 13. Juni desselben Jahres zum Bischof; Mitkonsekratoren waren Josaphat Louis Lebulu, Erzbischof von Arusha, und Augustine Ndeliakyama Shao, Bischof von Sansibar.